# Dipbach
Dipbach ist ein Gemeindeteil der Gemeinde Bergtheim im unterfränkischen Landkreis Würzburg in Bayern.

## Geografische Lage
Das Pfarrdorf Dipbach liegt im Osten des Bergtheimer Gemeindegebietes am Alten Seebach. Im Norden beginnt mit der Gemarkung der Gemeinde Schwanfeld der Landkreis Schweinfurt. Der Osten wird vom Eisenheimer Gemeindeteil Obereisenheim eingenommen, während südöstlich Untereisenheim zu finden ist. Durch die Staatsstraße 2270 ist Dipbach mit dem Prosselsheimer Gemeindeteil Püssensheim im Süden verbunden. Die Gemeinde Oberpleichfeld liegt südwestlich und Bergtheim selbst ist im Westen zu finden.

## Geschichte

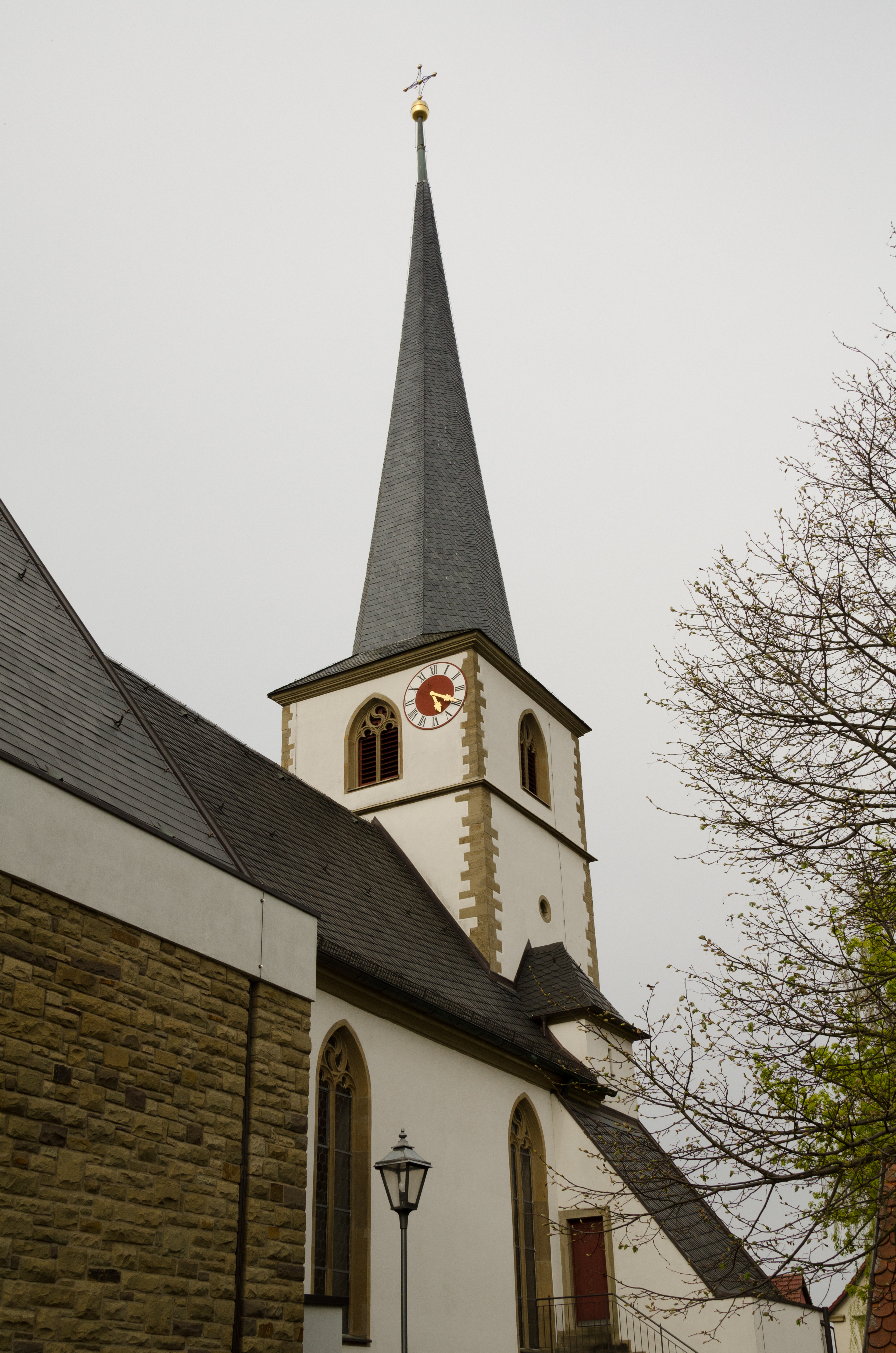
Die Ägidiuskirche in Dipbach

Die erste urkundliche Erwähnung von Dipbach stammt aus dem Jahr 1282, als der Würzburger Bischof Berthold II. von Sternberg das Dorf Dipbach an Wolff von Grumbach verpfändete. Es ist zu vermuten, dass Dipbach wesentlich älter ist und bereits zur Zeit der fränkischen Landnahme im 6. oder 7. nachchristlichen Jahrhundert entstand. Der Ortsname dürfte aus der Zusammensetzung des Eigennamens „Diepold“ und des geografischen „Bachs“ entstanden sein.
Die Herren von Grumbach konnten mit einer Erwerbung des Jahres 1384 ihren Besitz im Dorf durch die Güter des Arnold Küchenmeister von Prosselsheim abrunden. Erst über 200 Jahre später, 1587, ging die Herrschaft der Grumbach zu Ende und Fürstbischof Julius Echter von Mespelbrunn erwarb Dipbach mit allen Zugehörungen für das Hochstift. Im Jahr 1700 wurde die Kirche im Dorf zur Pfarrkirche erhoben. Mit der Eingemeindung nach Bergtheim kam das Dorf vom Landkreis Kitzingen in den heutigen Landkreis Würzburg.

## Baudenkmäler

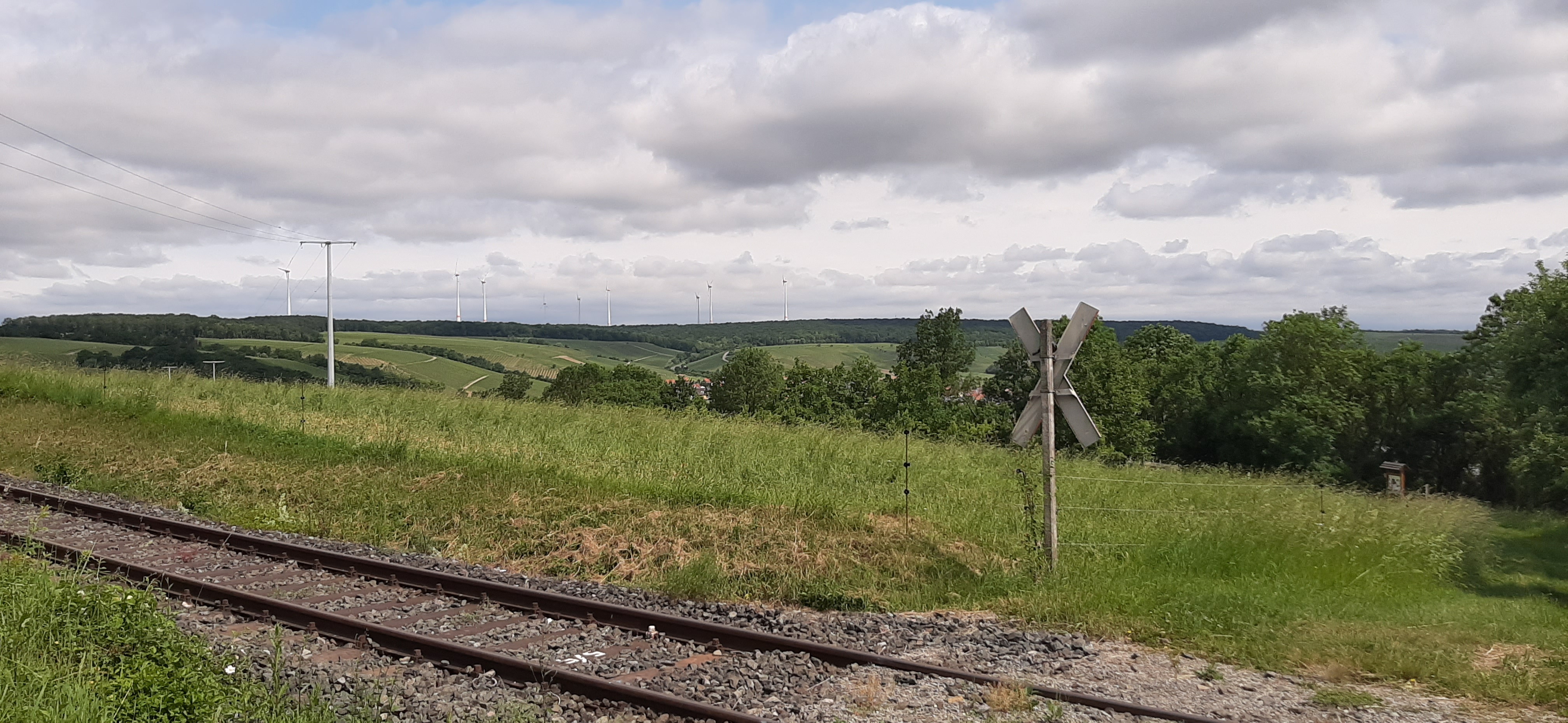
Der Windpark Dipbach von der südöstlich gelegenen Mainschleifenbahn aus gesehen

Mittelpunkt des Dorfes bildet die katholische Pfarrkirche St. Ägidius. Sie entstand im Zuge der Gegenreformation im Jahr 1609. Im 20. Jahrhundert ersetzte man das alte Langhaus und den Chor. Unmittelbar neben der Kirche hat sich das alte Pfarrhaus erhalten, das in späterer Zeit als Kindergarten genutzt wurde. Die katholische Prägung des Ortes wird auch durch die vielen Bildstöcke und Kleindenkmäler im Dorf verdeutlicht. Sie wurden zumeist von privaten Stiftern errichtet.